# 王奎先
王奎先（1916年—2003年4月27日），是一名中国人民解放军将领、中国人民解放军开国少将。
1930年加入中国红军。第二次国共内战期间，任中国人民解放军步兵第一四六师师长，被中华民国国军击败。
1949年12月11日，任第146师师长兼柳州军分区司令员，参与指挥桂中及柳北地区、大瑶山剿匪。后任广西公安总队司令员。1954年任中国人民解放军第四十一军炮兵副军长。1955年任广西军区副司令员。1955年，授予中国人民解放军少将。1969年2月因患美尼尔氏综合症、过敏性结肠炎、胃炎等多种疾病提前离休。